# Výbuch ubytovny v Tachově

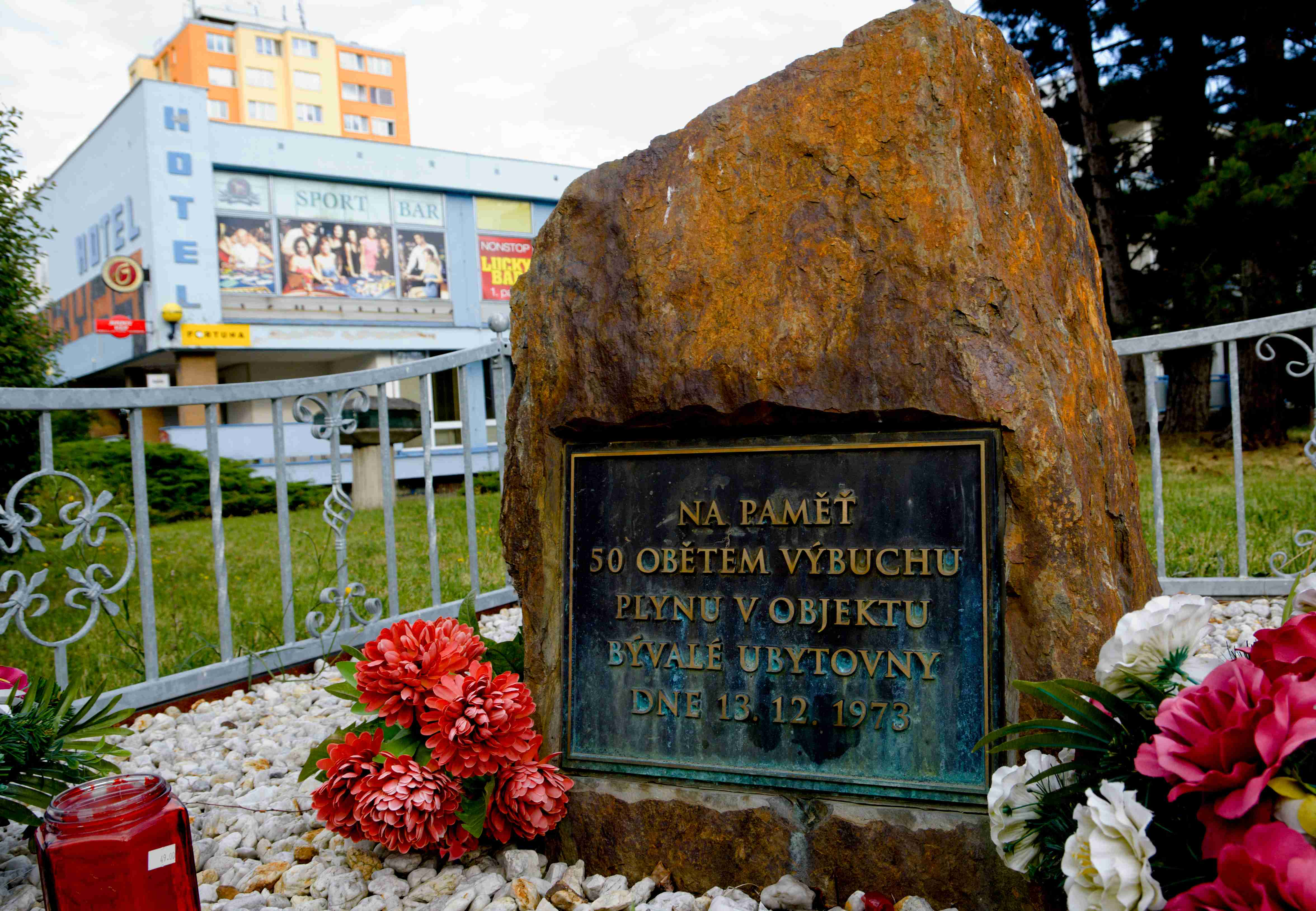
Pomník obětem výbuchu plynu

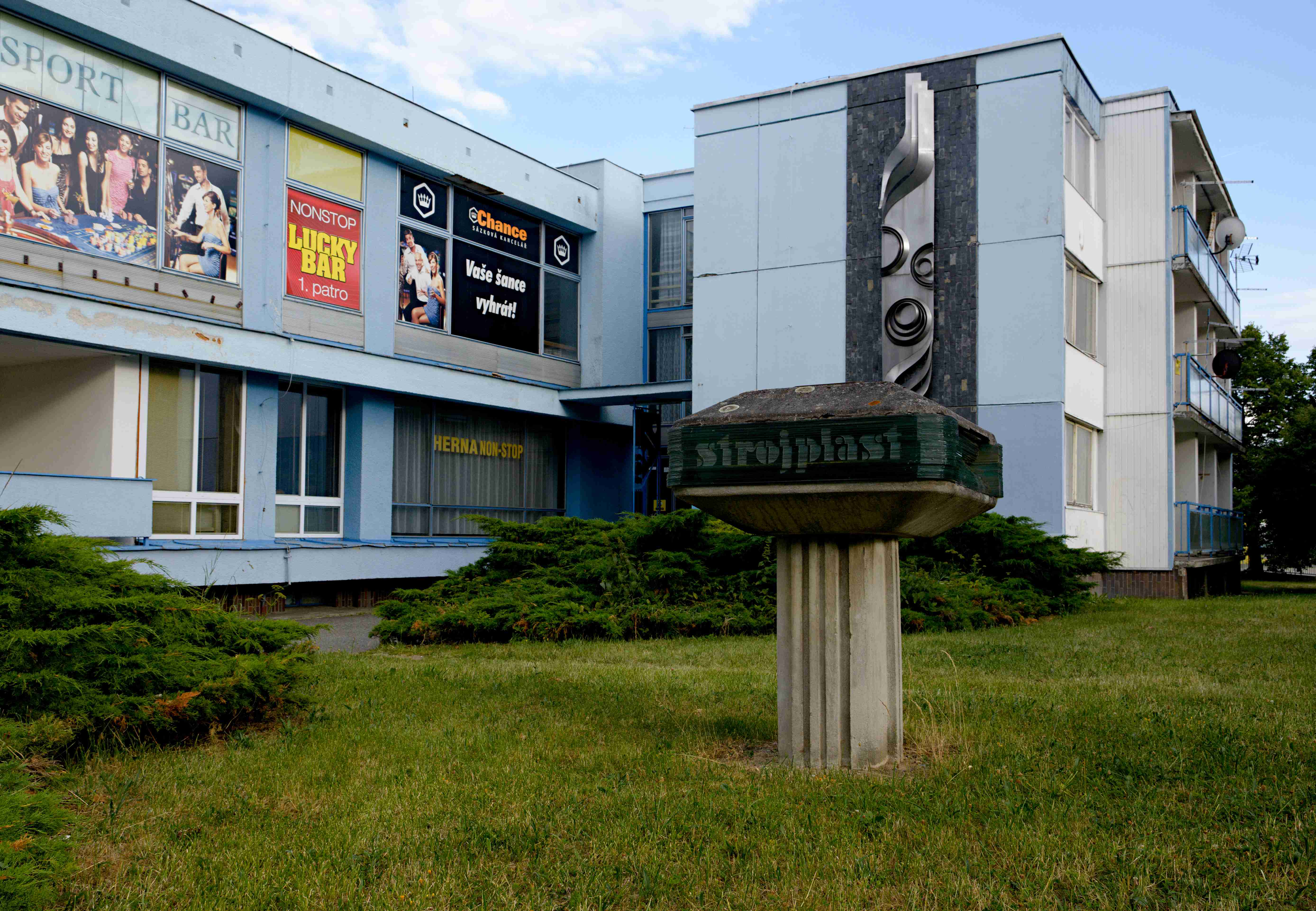
Budova, která stojí na místě zničené ubytovny podniku Plastimat

Výbuch ubytovny v Tachově je označení pro jedno z nejhorších civilních neštěstí v Česku.
Ve čtvrtek 13. prosince 1973 asi ve 3:15 hodin ráno došlo na tachovském sídlišti Východ k výbuchu ubytovny národního podniku Plastimat. Při neštěstí zahynulo 47 osob. Jiné zdroje však udávají až 50 smrtelně zraněných. Co do počtu zemřelých patří toto neštěstí k nejhorším z těch, k nimž po druhé světové válce došlo na území bývalého Československa.
Záchranné práce začaly již asi 15 minut po výbuchu a byly ukončeny v pátek 14. prosince kolem 20. hodiny. Celkem bylo ze sutin budovy vyproštěno 47 mrtvých a 17 zraněných osob. Raněné odvezly sanitky do nemocnice v Plané. Dalších 8 lidí bylo po vyšetření propuštěno do domácího ošetřování. Na vyprošťování se podílelo cca 300 příslušníků armády, Pohraniční stráže, Veřejné bezpečnosti a také záchranná četa Uranových dolů.
Vyšetřování ukázalo, že výbuch byl způsoben unikem svítiplynu do podzemních prostor budovy.
Na stejném místě byla později postavena nová ubytovna. V ní 18. srpna 2016 vypukl požár, při kterém muselo být evakuováno více než 100 lidí.